# Mogens Jeppesen
Mogens Jeppesen, danski rokometaš, * 10. julij 1953, Gylling.
Leta 1980 je na poletnih olimpijskih igrah v Moskvi v sestavi danske rokometne reprezentance osvojil 9. mesto. Čez štiri leta je z reprezentanco osvojil četrto mesto.